# Frederick Manners
Pour les articles homonymes, voir Manners.
Frederick "Freddie" Manners est un mathématicien britannique qui travaille sur la combinatoire additive et les systèmes dynamiques.

## Formation et carrière
Manners obtient son doctorat de l'université d'Oxford en 2016 sous la direction de Ben Green. Il travaille ensuite à l'Université Stanford et est professeur adjoint à l’Université de Californie à San Diego depuis 2019.

## Travaux
Il travaille sur la combinatoire additive, notamment le pseudo-aléatoire. Dans un article publié en 2015, il résout le problème du pyjama, à savoir si l'on peut réaliser le motif rayé à partir de rectangles infiniment longs et de largeur {\displaystyle \epsilon }, chacun centré sur les points entiers de l'axe des x avec un nombre fini de rotations peut déjà couvrir tout le plan. La résolution de ce problème géométrique élémentaire nécessite des méthodes de dynamique topologique et de combinatoire additive et, en particulier, une variante du théorème x2x3 de Furstenberg (de).
Avec Sean Eberhard et Ben Green, il résout une question posée par Paul Erdös en 1965 (publiée dans Annals of Mathematics en 2014). Ils montrent que pour tout {\displaystyle \varepsilon >0} il existe un ensemble d'entiers naturels à  {\displaystyle n} éléments, tel que tout sous-ensemble {\displaystyle A'\subseteq A} possédant au moins {\displaystyle ({\tfrac {1}{3}}+\varepsilon )n} éléments contient trois éléments distincts deux à deux {\displaystyle x,y,z} tels que {\displaystyle x+y=z}. Ceci est remarquable dans la mesure où ce résultat est optimal, c'est-à-dire que l'énoncé pour {\displaystyle \varepsilon =0} est faux.

## Récompenses
En 2024, il reçoit le prestigieux prix de la Société mathématique européenne  pour « ses contributions remarquables à la combinatoire additive et aux domaines connexes, en particulier aux fondements de l'analyse de Fourier d'ordre supérieur, ainsi que pour divers autres résultats tels que la solution du problème du pyjama ».

## Publications (sélection)
- (en) Frederick Manners, S. Eberhard et B. Green, « Sets of integers with no large sum-free subset », Annals of Mathematics (2), vol. 180, no 2,‎ 2014, p. 621-652.
- (en) Frederick Manners, « A solution to the pyjama problem », Invent. Math.202, vol. 202, no 1,‎ 2015, p. 239-270.